# Řády, vyznamenání a medaile Mali

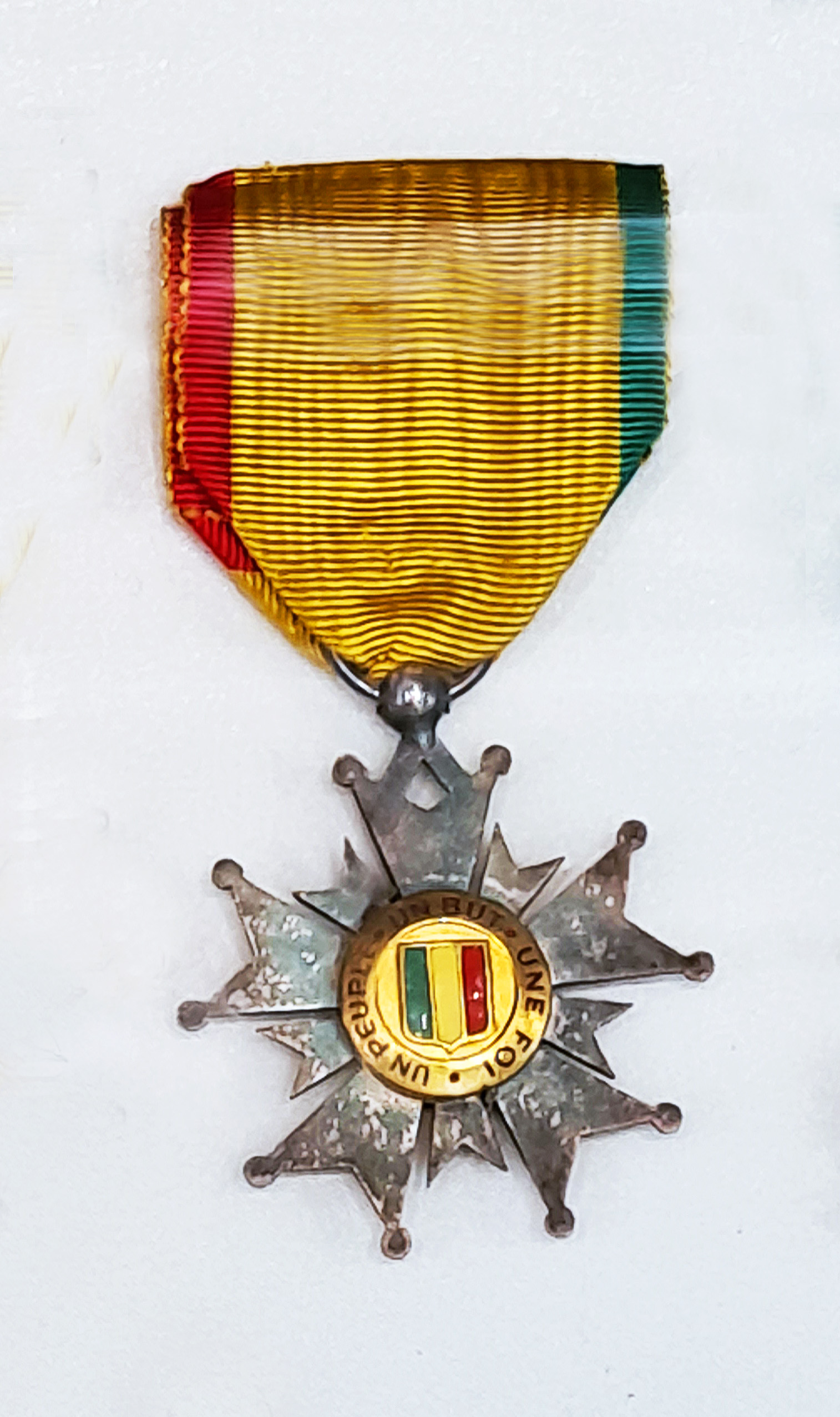
Insignie Národního řádu Mali ve třídě rytíře, zadní strana

Systém státních vyznamenání Mali se začal vytvářet krátce poté, co země získala v roce 1960 nezávislost. Modelovým příkladem, podobně jako v mnoha jiných bývalých francouzských koloniích, byl systém státních vyznamenání ve Francii.

## Historie
První vyznamenání byla založena dne 31. května 1963, a to Zlatá medaile nezávislosti určená pro ocenění aktivních bojovníků za nezávislost Mali a dalších afrických států, Stříbrná hvězda národních zásluh a Národní řád Mali udílený za pilnou službu ve prospěch národa. Vzorem posledně jmenovaného vyznamenání byl francouzský Řád čestné legie, vzhled jehož insignií byl použit jako základ pro vytvoření insignií nově založeného řádu.
O několik let později vyvstala potřeba po vzniku zvláštního ocenění na podporu zemědělských pracovníků, kteří tvoří většinu obyvatel země. Proto byl 31. srpna 1973 vytvořen Řád za zemědělské zásluhy, jehož předlohou byl francouzský řád nesoucí stejné jméno.
Kromě čistě civilních vyznamenání bylo potřeba vytvořit i výhradně vojenská ocenění. Dne 25. září 1974 tak byla založena Vojenská záslužná medaile, Kříž za vojenskou chrabrost, Medaile za zranění, Medaile za záchranu života a Pamětní medaile za tažení.
Dne 10. července 1997 byl ustaven Řád za zásluhy ve zdravotnictví, který je udílen osobám, jež se vyznamenaly dlouholetou nezištnou prací při ochraně a udržování zdraví obyvatel země a v sociální oblasti. Dne 22. října 2014 založila Rada ministrů Řád za sportovní zásluhy udílený ve třech třídách.

## Vyznamenání
- Zlatá medaile nezávislosti byla založena dne 31. května 1963. Udílena je za mimořádné zásluhy o formování státu a Afriky obecně.[2]

## Řády

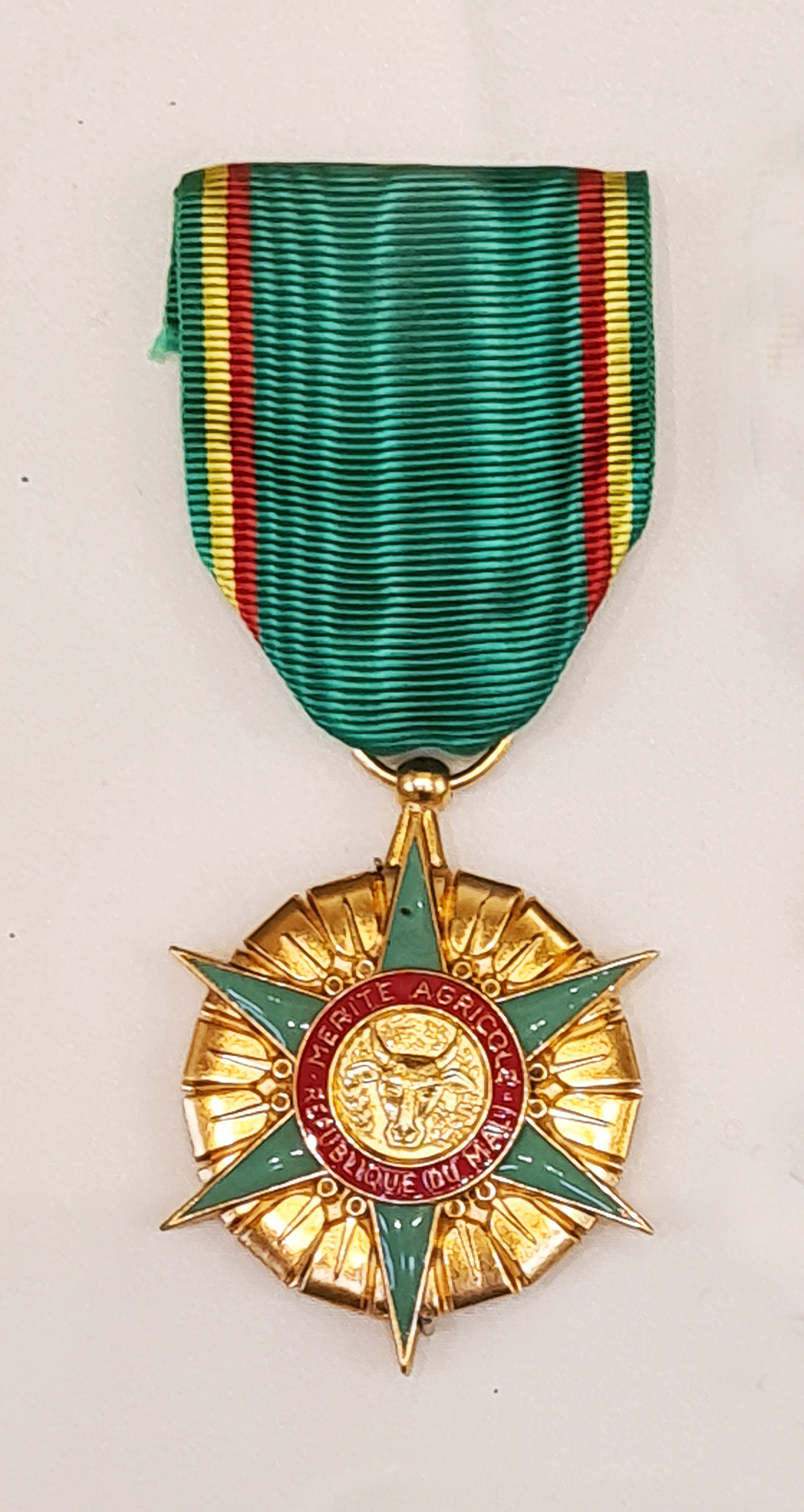
Insignie Řádu zásluhy v zemědělství ve třídě rytíře

- Národní řád Mali byl založen dne 31. května 1963. Udílen je za zásluhy o stát.[3]
- Řád zásluhy ve zdravotnictví byl založen dne 10. července 1997. Udílen je za významný přínos v oblasti zdraví. Udílen je ve třídě komtura, důstojníka a rytíře.[4]
- Řád za zásluhy v zemědělství byl založen dne 31. srpna 1973. Udílen je za významný přínos v oblasti zemědělství. Udílen je ve třídě komtura, důstojníka a rytíře.[5]

## Medaile

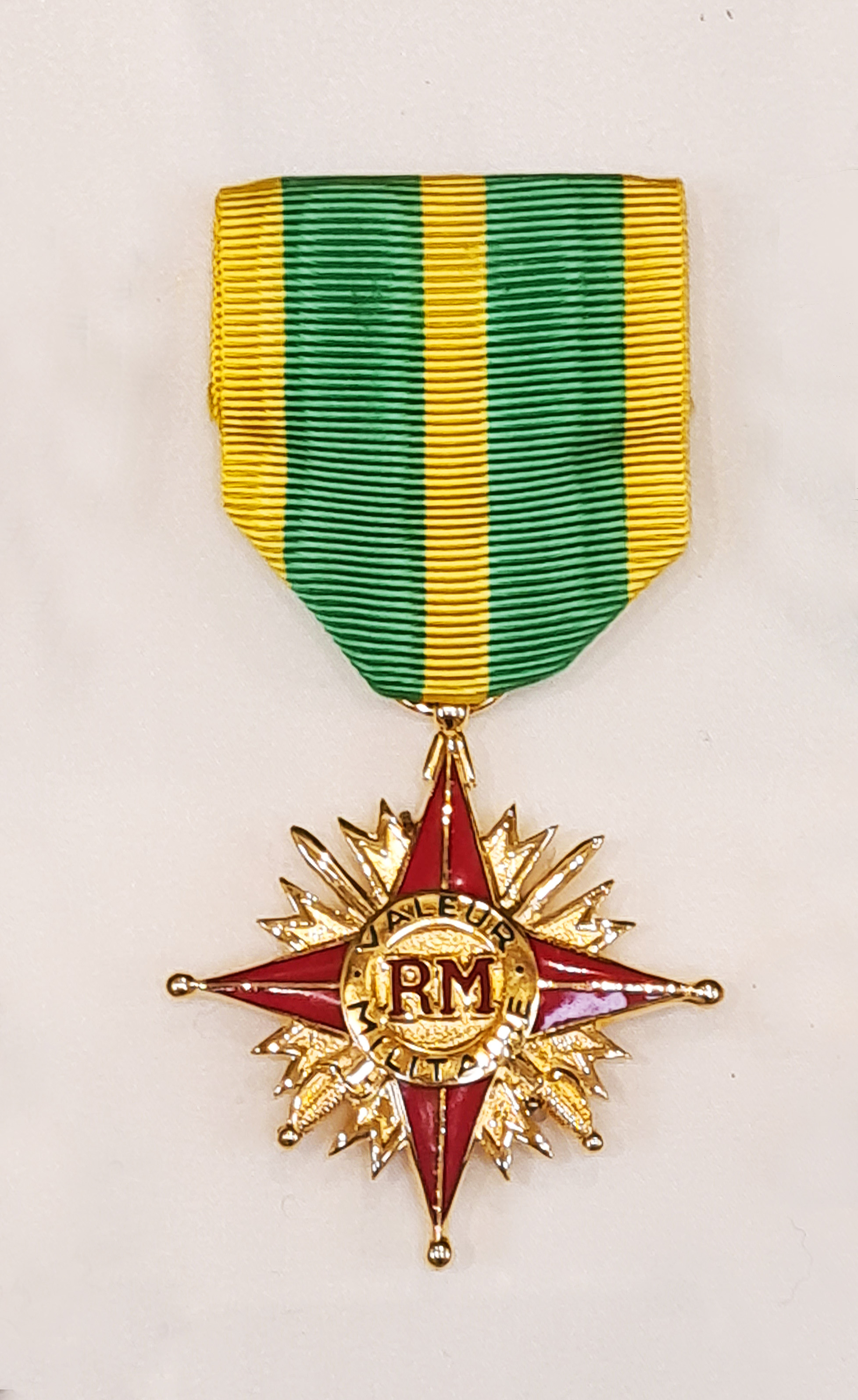
Kříž za vojenskou chrabrost

- Kříž za vojenskou chrabrost byl založen dne 25. září 1974. Udílen je za chrabrost během vojenských operací či při ochraně veřejného pořádku.[6]
- Vojenská záslužná medaile byla založena dne 25. září 1974. Udílena je za 15 let zasloužilé služby či jako vyznamenání za zranění v boji.[7]
- Medaile za záchranu života byla založena dne 25. září 1974.
- Medaile za zranění byla založena dne 25. září 1974.
- Pamětní medaile za tažení byla založena dne 25. září 1974. Udílena je za službu ve válce či v oblasti, která je považována za válečnou zónu.[8]
- Stříbrná hvězda národních zásluh byla založena dne 31. května 1963.[9]